# Miss Brasil 1963
Miss Brasil 1963 foi a 10ª edição do concurso tradicional de Miss Brasil, realizada no dia 22 de junho de 1963 no Ginásio do Maracanãzinho, no Rio de Janeiro. A Miss Brasil 1962 Maria Olívia Rebouças, da Bahia, coroou Ieda Maria Vargas do Rio Grande do Sul. A vencedora representou o Brasil no Miss Universo 1963, onde conquistou o título pela primeira vez para o país. A segunda colocada representou o Brasil no Miss Beleza Internacional e a terceira colocada no Miss Mundo. O concurso foi transmitido pela TV Tupi e teve apresentação do ator e radialista Paulo Porto.

## Resultados

### Colocações
| Colocação            | Estado e Candidata                                                                                  |
| Miss Brasil 1963     | - Rio Grande do Sul - Ieda Maria Vargas                                                             |
| 2º. Lugar            | - Paraná - Tânia Mara Franco de Souza                                                               |
| 3º. Lugar            | - Guanabara - Vera Lúcia Ferreira Maia                                                              |
| 4º. Lugar            | - Distrito Federal - Denise Almeida                                                                 |
| 5º. Lugar            | - São Paulo - Dirce Augustus                                                                        |
| Semifinalistas Top 8 | - Amazonas - Fátima das Neves - Pará - Nilda Rodrigues de Medeiros - Sergipe - Zelia Mendonça Lopes |

### Premiações Especiais
- As premiações dadas este ano:[2]

| Premiação           | Estado e Candidata                |
| Miss Simpatia       | - Guanabara - Vera Lúcia Maia     |
| Miss Fotogenia      | - Paraná - Tânia Franco           |
| Melhor Traje Típico | - Rio Grande do Sul - Iêda Vargas |

## Jurados
| Foram responsáveis pela escolha da nova vitoriosa: 1. Mauro Sales, ministro; 2. Terezinha Morango, Miss Brasil 1957 e Vice-Miss Universo 1957; 3. Vera Regina Ribeiro, Miss Brasil 1959; 4. Leão Veloso, artista plástico e escultor; 5. Accioly Neto, jornalista; 6. Jacinto de Thormes, jornalista; 7. Justino Martins, jornalista; 8. Vitor Bouças, secretário de turismo do Rio de Janeiro; 9. Edda Lutti, socialite; e 10. Sérgio Bernardes, arquiteto. | Repórteres escalados para eleger a mais fotogênica: 1. Ernesto Santos, da Tribuna da Imprensa; 2. Gervásio Batista, da Fatos & Fotos; 3. Edir Vieira, da Última Hora; 4. Nicolau Drey, da Manchete; 5. Peter, de O Globo; 6. Valter Santos, de O Dia; 7. Alberto Ferreira, do Jornal do Brasil; 8. Indalécio Vanderlei, de O Cruzeiro. |

## Candidatas
Todas as candidatas que competiram este ano no concurso:
| - Acre - Maria Cristina Laport - Alagoas - Teresinha Binas - Amapá - Thêmis Kohler da Cunha - Amazonas - Fátima das Neves Silva - Bahia - Jerusa Sampaio da Silva - Ceará - Vera Maria Barros Maia - Distrito Federal - Denise Rocha de Almeida - Espírito Santo - Sônia Martha Anders - Goiás - Solange Brockers Tayer - Guanabara - Vera Lúcia Ferreira Maia - Maranhão - Ester Ewerton Santos - Mato Grosso - Terezinha Elisabeth Cruz Wadouski | - Minas Gerais - Edma Saraiva - Pará - Nilda Rodrigues de Medeiros - Paraíba - Kalina Lígia Duarte Nogueira - Paraná - Tânia Mara Franco de Souza - Pernambuco - Vera Lúcia Torres Bezerra - Piauí - Maria da Consolação Teixeira e Silva - Rio Grande do Norte - Ísis Figueira de Melo - Rio Grande do Sul - Iêda Maria Bruto Vargas - Rio de Janeiro - Miriam Montenegro - Santa Catarina - Olga Mussi - São Paulo - Dirce Augustus - Sergipe - Zélia Maria Mendonça Lopes |

## Fatos
- Quando soube que Vera Ribeiro estava no júri, Denise Almeida (Distrito Federal) ameaçou não desfilar.
  - Fato este que se deve ao segundo lugar  de Denise no concurso Miss Distrito Federal de 1959, ganho por Vera Ribeiro.
- Nilda Medeiros (Pará) estava acompanhada no concurso de sua irmã, Gilda Medeiros, Miss Pará 1955.
- Edma Saraiva (Minas Gerais) se casou mais tarde com o cronista social Wilson Frade, famoso na época.
- Este era o primeiro ano que as misses desfilavam em Traje Típico, a primeira vitoriosa foi a gaúcha Iêda Vargas.
- Mª Cristina Laport (Acre) e Fátima das Neves (Amazonas) nasceram no município do Rio de Janeiro, Estado do Rio de Janeiro.
- Terezinha Elisabeth Cruz Wadouski (Mato Grosso) nasceu em Curitiba, Estado do Paraná
- Vera Lúcia Ferreira Maia (Guanabara) é filha da cantora Nora Ney.
- Sônia Martha Anders (Espírito Santo) se tornou mais tarde atriz da Rede Globo sob o nome de Marta Anderson.
- Maria da Consolação Teixeira (Piauí) chegou como favorita ao concurso.[4]